# Parque Quase-Nacional Minami Bōsō
Parque Quase-Nacional Minami Bōsō (南房総国定公園, Minami-Bōsō Kokutei Kōen) é um parque quase nacional na região de Kantō em Honshu no Japão. É classificado como paisagem protegida (categoria V) de acordo com a União Internacional para a Conservação da Natureza. O parque inclui numerosas porções amplamente separadas das áreas costeiras do sul da Península de Bōsō, que vão desde o Cabo Futtsu na Baía de Tóquio a oeste, até o Cabo Inubō voltado para o Oceano Pacífico a leste. Uma parte do parque, localizada na costa da cidade de Katsuura foi designado como um parque marinho subaquático desde 7 de junho de 1974. Com a localização do parque perto da metrópole de Tóquio e seu clima ameno, a área atrai muitos visitantes para esportes aquáticos, acampamento e observação de flores.
Como todos os parques quase-nacionais no Japão, o parque é administrado pelos governos das províncias locais.